# Chenār Bowy
Chenār Bowy (persiska: چنار بوی, Chenār Bow, Chehār Bū) är en ort i Iran.   Den ligger i provinsen Khorasan, i den nordöstra delen av landet, 800 km öster om huvudstaden Teheran. Chenār Bowy ligger 1 433 meter över havet och antalet invånare är 112.
Terrängen runt Chenār Bowy är varierad.Runt Chenār Bowy är det ganska glesbefolkat, med 35 invånare per kvadratkilometer. Närmaste större samhälle är Qalandarābād, 16,7 km nordväst om Chenār Bowy. Omgivningarna runt Chenār Bowy är i huvudsak ett öppet busklandskap.